# Robert Parenty
Robert Parenty, né le 13 août 1921 à Audresselles et mort le 7 janvier 2017 à Neuilly-sur-Seine, est un homme politique français.

## Biographie
Descendant d'une des sept familles subsistantes des chevaliers-croisés du Boulonnais mentionnées dans le nobiliaire de Picardie, Robert Parenty a été inspecteur à la Caisse nationale des Marchés de l'État. Lors de la création du département des Hauts-de-Seine, il est élu conseiller général du canton de Neuilly-sur-Seine-Sud. Il devient sénateur en remplacement d'Edmond Barrachin, décédé.

## Détail des fonctions et des mandats
Mandat parlementaire
- 9 novembre 1975 - 2 octobre 1977 : Sénateur des Hauts-de-Seine